# Raimond Mairose
 Raimond Mairose   (né à Millau et mort à Rome le 21 octobre 1427) est un cardinal français  du XVe siècle.

## Biographie
Mairose est  chanoine  à Toulouse et archidiacre à Lézat. Il est nommé évêque de Saint-Papoul en 1423 et est transféré au diocèse de Castres en 1426.
Le pape Martin V le crée cardinal lors du consistoire du 24 mai 1426.